# Philipp Ludwig Arzt
Philipp Ludwig Arzt (* 1799 in Michelstadt; † 1875 ebenda) war ein deutscher Unternehmer.

## Leben
Philipp Ludwig Arzt wurde 1799 in Michelstadt geboren. Er entstammte einer Familie, die bis zum Beginn des 19. Jahrhunderts das Dreherhandwerk ausübte. Philipp Ludwig Arzt begründete 1828 zunächst am Familienbesitz in der Bahnhofstraße 11 einen Tuchmacherbetrieb. Im Jahre 1830 erwarb er eine Schneid- und Ölmühle an der Stadtgrenze nach Erbach und ließ dort 1832 nach einigen Bauarbeiten die ersten Webstühle aufstellen. Im Jahre 1841 erhielt er vom Grafen Erbach das Recht zur Schönfärberei und konzentrierte sich auf die Produktion von Uniformstoffen. Unter anderem belieferte er die Fürstliche Thurn- & Taxische General-Post-Direktion in Frankfurt am Main mit Uniformen. 
Philipp Ludwig Arzt war seit 1837 mit Marie Katharine Schmucker verheiratet, einer Gastwirtstochter aus Steinbach im Odenwald. Das Paar hatte vier Söhne und vier Töchter. Der 1841 geborene Sohn Michael Arzt (1841–1911) übernahm 1873 die väterliche Firma. Diese war zum damaligen Zeitpunkt bereits der größte Arbeitgeber am Ort.
Philipp Ludwig Arzt starb 1875 im Alter von 75 Jahren in seiner Heimatstadt.